# La Mailleraye-sur-Seine

La Mailleraye-sur-Seine este o comună în departamentul Seine-Maritime, Franța. În 1 ianuarie 2018 avea o populație de 1.940 de locuitori.